# Bechtold von Bernstorff
Bechtold  Christian August Graf von Bernstorff (* 25. Oktober 1803 in Berlin; † 25. Juni 1890 in Gartow) war Landrat und Mitglied des Deutschen Reichstags.

## Leben
Bechtold von Bernstorff entstammte dem mecklenburgischen Uradel der von Bernstorffs mit dem gleichnamigen Stammhaus in Bernstorf südwestlich von Grevesmühlen im heutigen Landkreis Nordwestmecklenburg.
Bernstorffs Eltern waren der preußische Kammerherr und Legationsrat Graf Ernst von Bernstorff (1768–1840) und dessen Ehefrau, die Freiin Amerika Riedesel zu Eisenbach (1780–1856), einer Tochter des Generals Friedrich Adolf Riedesel. Der Vater besaß die Güter Gartow im Königreich Hannover und Wedendorf in Mecklenburg. Bernstorff erhielt Privatunterricht und besuchte von 1824 die Universität in Berlin und 1826/27 die Universität Göttingen. Er war Gutsbesitzer und Mitglied des Lüneburger Landschaftskollegiums. Später war er ständischer Landrat in Hannover und dann bis 1866 Geheimer Rat und Virilstimme der Hannoverschen I. Kammer. Zwischen 1877 und seinem Tode war er Mitglied des Deutschen Reichstages für die Deutsch-Hannoversche Partei und als Hospitant des Zentrums und für den Wahlkreis Provinz Hannover 15 (Uelzen, Gartow). Bernstorff war Ehrenritter des Johanniterordens.

## Familie
Bechtold von Bernstorff heiratete am 6. Dezember 1828 in Lauterbach/Hessen Thekla Dorette Caroline Gräfin von Bibra a. d. H. Irmelshausen (1810–1884), Tochter des hessischen Landjägermeisters und Wirklichen Geheimrats Christian Ernst Heinrich von Bibra. Der Familie entstammten elf Kinder (5 Söhne, 6 Töchter):
- Georg Christian Ernst (1829–1891)
- Anna Luise Friederike Hedwig (1832–1859)
- Christian Joachim Hugo (1834–1901)
- Marie (1837–1912) ⚭ Georg von Rotenhan (1831–1914)
- Luise Hedwig Auguste (1838–1916) ⚭ 1866 Rudolf Graf Finck von Finckenstein (1813–1886)
- Elisabeth Sophie Auguste (1840–1902)
- Berthold Hartwig (1842–1917)
- Emma Frieda Klementine Karoline (1844–1909)
- Christian Albrecht Wilhelm (1846–1886)
- Eberhard (1848–1933) ⚭ 1879 Elisabeth Freiin von Wangenheim (1852–1932)
- Eleonore Anna Marie Luise (1855–1940) ⚭ 1888 Werner von dem Knesebeck († 1905)

Bechtold von Bernstorff wuchs neben drei Geschwistern auf:
- Luise Friederike Hedwig (1802–1859), verheiratet mit Joachim von Brandenstein (1790–1857), preußischer Generalmajor und  mecklenburgisch-schwerinischer Kammerherr
- Auguste Wilhelmine Hedwig (1805–1883), verheiratet mit dem Geheimen Regierungsrat Eduard Freiherr von Müffling genannt Weiß (1801–1887) auf Ringhofen, dem Sohn des Generalfeldmarschalls Karl von Müffling genannt Weiß.
- Arthur von Bernstorff (1808–1897), preußischer Verwaltungsbeamter und mecklenburgischer Landrat.[5]